# Tournoi de tennis de Barranquilla
Le tournoi de tennis de Barranquilla est un tournoi de tennis féminin du circuit professionnel WTA qui se joue sur dur en extérieur.
Il est créé en 2023 pour rejoindre les tournois classés en WTA 125.

## Palmarès

### Simple
| No | Date       | Nom et lieu du tournoi               | Catégorie | Dotation  | Surface    | Vainqueure      | Finaliste     | Score         |         |
| -- | ---------- | ------------------------------------ | --------- | --------- | ---------- | --------------- | ------------- | ------------- | ------- |
| 1  | 14-08-2023 | Barranquilla Open 2023, Barranquilla | WTA 125   | 115 000 $ | Dur (ext.) | Tatjana Maria   | Fiona Ferro   | 6-1, 6-2      | Tableau |
| 2  | 12-08-2024 | Barranquilla Open 2024, Barranquilla | WTA 125   | 115 000 $ | Dur (ext.) | Nadia Podoroska | Tatjana Maria | 6-2, 1-6, 6-3 | Tableau |

### Double
| No | Date       | Nom et lieu du tournoi              | Catégorie | Dotation  | Surface    | Vainqueures                                    | Finalistes                           | Score             |         |
| -- | ---------- | ----------------------------------- | --------- | --------- | ---------- | ---------------------------------------------- | ------------------------------------ | ----------------- | ------- |
| 1  | 14-08-2023 | Barranquilla Open 2023 Barranquilla | WTA 125   | 115 000 $ | Dur (ext.) | Valentíni Grammatikopoúlou Déspina Papamichaíl | Yuliana Lizarazo María Paulina Pérez | 7-62, 7-5         | Tableau |
| 2  | 12-08-2024 | Barranquilla Open 2024 Barranquilla | WTA 125   | 115 000 $ | Dur (ext.) | Jessica Failla Hiroko Kuwata                   | Quinn Gleason Ingrid Gamarra Martins | 4-6, 7-62, [10-7] | Tableau |